# Milk River
Milk River – rzeka w amerykańskim stanie Montana i kanadyjskiej prowincji Alberta, o długości 1170 km. Źródła rzeki znajdują się w Górach Skalistych, a uchodzi do rzeki Missouri. 
Milk River wykorzystywana jest do nawadniania.
- Główne dopływy: 
  - Big Sandy Creek,
  - Battle Creek,
  - Redwater.

- Większe miasta nad rzeką Milk River: 
  - Milk River,
  - Chinook,
  - Malta,
  - Glasgow.